# Helge Bertram

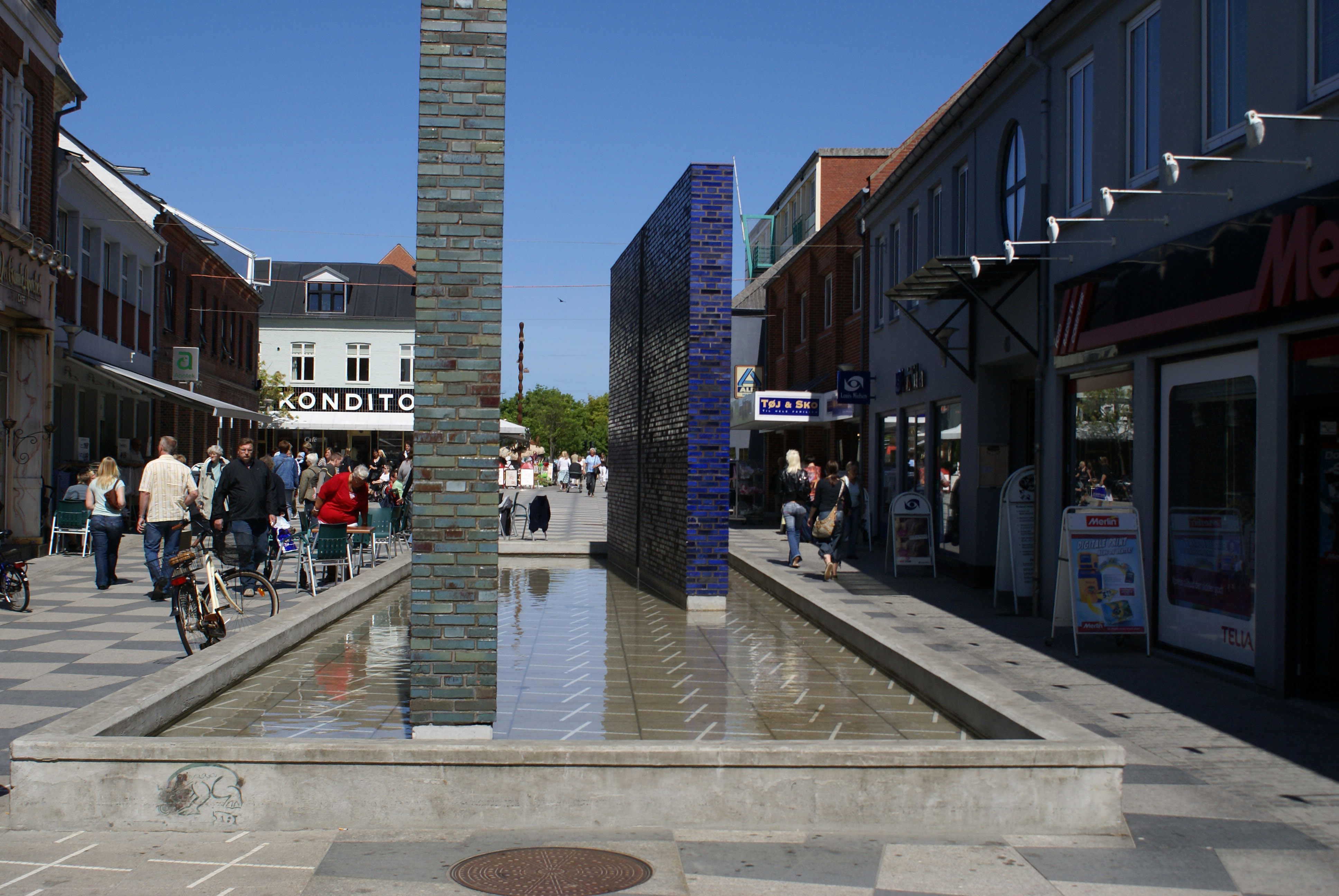
Vandkunsten på Nørregade i Holstebro

Helge Wentorf Bertram, född 7 augusti 1919, död 22 maj 1988, var en dansk  målare, grafiker och skulptör.
Helge Bertram gick efter skoltiden först på byggmästarutbildning. Han utbildade sig därefter 1939–1946 på Kunstakademiet i Köpenhamn, först i måleri 1939–1945 för Aksel Jørgensen och därefter i skulptur 1945–1946 för Einar Utzon-Frank. 
Han hade sin första utställning på Kunstnärernas Efterårsutstilling 1940 och målade framför allt abstrakta verk.
Han var lärare, och senare professor, på Kunstakademiet 1964–1971 respektive 1971–1978 och 1980–1985, den senare perioden också rektor. 
Han har skapat fontänskulpturen Vandkunsten på Nørregade i Holstebro och också 1969–1972 utsmyckat badhuset samt 1972–1975 Ströget i Holstebro med vägg- respektive gatumosaik.
Han mottog Eckersbergmedaljen 1973.